# Jamie Hamptonová
Jamie Lee Hamptonová (* 8. ledna 1990, Frankfurt nad Mohanem) je bývalá americká profesionální tenistka. Ve své dosavadní kariéře na okruhu WTA Tour nevyhrála žádný turnaj. V rámci okruhu ITF získala k březnu 2020 pět titulů ve dvouhře a pět ve čtyřhře.
Na žebříčku WTA byla nejvýše ve dvouhře klasifikována v červenci 2013 na  24. místě a ve čtyřhře pak v březnu 2012 na 74. místě.
Kariéru ukončila v květnu 2020, šest let po svém posledním soutěžním zápase, kvůli chronickým zdravotním problémům. 

## Biografie
Do třinácti let žila v alabamském Enterprise, odkud se s rodinou přestěhovala do Auburnu ve stejném unijním státě. Před maturitou v roce 2008 na auburnské střední škole vyhrála dvakrát čtyřhru na juniorském mistrovství USA a obdržela divokou kartu do soutěže ženské čtyřhry na US Open, kde debutovala v roce 2006. Profesionálkou se stala v září 2009 a debut ve dvouhře grandslamu zaznamenala na US Open 2010.

## Finále na okruhu WTA Tour
| Legenda                           |
| --------------------------------- |
| D – dvouhra; Č – čtyřhra          |
| Grand Slam (0)                    |
| Turnaj mistryň (0)                |
| Premier Mandatory & Premier 5 (0) |
| Premier (0–1 D)                   |
| International (0–1 Č)             |

### Dvouhra: 1 (0–1)
| Stav       | č. | datum           | turnaj                         | povrch | soupeřka ve finále | výsledek |
| ---------- | -- | --------------- | ------------------------------ | ------ | ------------------ | -------- |
| Finalistka | 1. | 22. června 2013 | Eastbourne, Spojené království | tráva  | Jelena Vesninová   | 2–6, 1–6 |

### Čtyřhra: 1 (0–1)
| Stav       | č. | datum         | turnaj         | povrch    | spoluhráčka       | soupeřky ve finále                        | výsledek         |
| ---------- | -- | ------------- | -------------- | --------- | ----------------- | ----------------------------------------- | ---------------- |
| Finalistka | 1. | 18. září 2011 | Québec, Kanada | tvrdý (h) | Anna Tatišviliová | Raquel Kopsová-Jonesová Abigail Spearsová | 1–6, 6–3, [6–10] |

## Finálové účasti na turnajích okruhu ITF
| Legenda okruhu ITF   |
| $100 000 tournaments |
| $75 000 tournaments  |
| $50 000 tournaments  |
| $25 000 tournaments  |
| $10 000 tournaments  |

### Dvouhra

#### Vítězka (5)
| Č. | Datum             | Turnaj    | Povrch | Finalistka           | Výsledek      |
| -- | ----------------- | --------- | ------ | -------------------- | ------------- |
| 1. | 18. října 2009    | Cleveland |        | Kyle McPhillips      | 6:4, 6:1      |
| 2. | 18. dubna 2010    | Osprey    |        | Florencia Molinerová | 6:1, 6:3      |
| 3. | 27. června 2010   | Boston    | tvrdý  | Madison Brengleová   | 6:2, 6:1      |
| 4. | 11. července 2010 | Grapevine | tvrdý  | Kurumi Naraová       | 6:3, 6:4      |
| 5. | 19. září 2010     | Redding   | tvrdý  | Jelena Pandzićová    | 3:6, 6:1, 6:4 |